# IC 2913
IC 2913 је лентикуларна галаксија у сазвјежђу Хидра која се налази на листи објеката дубоког неба у Индекс каталогу.
Деклинација објекта је - 30° 24' 38" а ректасцензија 11h 31m 51,3s. Привидна величина (магнитуда) објекта IC 2913 износи 12,9 а фотографска магнитуда 13,8. IC 2913 је још познат и под ознакама ESO 439-16, MCG -5-27-16, IRAS 11293-3008, PGC 35554.